# Hugolino Cerasuolo Stacey
Hugolino Felix Cerasuolo Stacey OFM (Guayaquil, 4 de abril de 1932 - Guayaquil, 24 de maio de 2019) foi um ministro equatoriano e bispo católico romano de Loja.
Hugolino Cerasuolo Stacey ingressou na ordem franciscana e foi ordenado sacerdote em 29 de junho de 1954.
Papa Paulo VI o nomeou em 3 de outubro de 1967 Prefeito Apostólico de Galápagos. Em 30 de maio de 1975 foi por Paulo VI nomeado bispo auxiliar de Guayaquil e bispo titular de Valéria. O Arcebispo de Guayaquil, Bernardino Carlos Guillermo Honorato Echeverría Ruiz OFM, o consagrou em 6 de julho do mesmo ano; Co-consagrantes foram Ernesto Alvarez Alvarez SDB, Arcebispo de Cuenca, e Cándido Rada Senosiáin, Bispo de Guaranda.
O Papa João Paulo II o nomeou Bispo de Loja em 2 de maio de 1985. Em 15 de junho de 2007, o Papa Bento XVI aceitou seu pedido de demissão relacionado à idade.